# Philipp Nicolaus von Fleischbein
Philipp Nicolaus von Fleischbein (* 6. März 1637 in Frankfurt am Main; † 24. März 1698 ebendort) war Solms-Licher Rat und Oberamtmann und  Ratsherr in der  Reichsstadt Frankfurt.

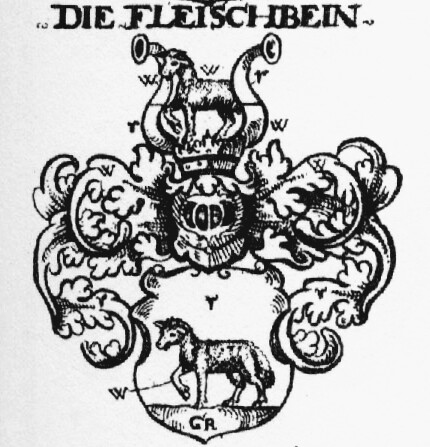
Mit Kolbenturnierhelm und Helmkrone gebessertes Stammwappen derer Fleischbein

Fleischbein war der Sohn des Frankfurter Ratsherren und 1634 Jüngeren und 1643 Älteren Bürgermeisters Caspar Philipp Fleischbein (1592–1647) (1629 unter Anderen mit seinem Bruder Johann Philipp I. Fleischbein von Kleeberg nobilitiert) und dessen Ehefrau Anna Maria geborene Hellmuth. Er studierte an den Universitäten Gießen (ab Mai 1656) und Altdorf (ab dem 16. September 1658) Rechtswissenschaften. In Altdorf erwarb er 1662 den Lizentiatengrad mit der Arbeit „Disputatio Inauguralis De Heredum Institutione Et Substitutione“. Danach wurde er Praktikant am Reichskammergericht. 1662 erwarb er das Frankfurter Bürgerrecht und wurde 1663 Advokat in Frankfurt. 
1665 heiratete er Anna Catharina Weisel. Die gemeinsame Tochter Maria Sibylla Fleischbein heiratete 18-jährig am 8. Juni 1693 in Frankfurt den verwitweten Johann Wolfgang Textor den Älteren. Bereits im nächsten Jahr wurde die Scheidung der Ehe Textor-Fleischbein eingeleitet und im September 1695 durchgeführt. Im selben Jahr verklagten auch 15 Frankfurter Geschäftsleute Textor beim Reichskammergericht wegen offener Rechnungen von großzügigen Einkäufen, die seine zweite Ehefrau, die Fleischbein-Tochter, getätigt, er als der dazu verpflichtete Ehemann aber nicht bezahlt hatte.
1665 wurde Fleischbein in die Stubengesellschaft Zum Frauenstein aufgenommen. 1670 wurde er Solms-Licher Rat und Oberamtmann. 1683 wurde er Ratsmitglied in Frankfurt. 1690 wurde er Jüngerer Bürgermeister und 1692 Schöff. Johann Philipp II. Fleischbein von Kleeberg (1637–1691) war ein Cousin.